# Club de Deportes Coquimbo Unido

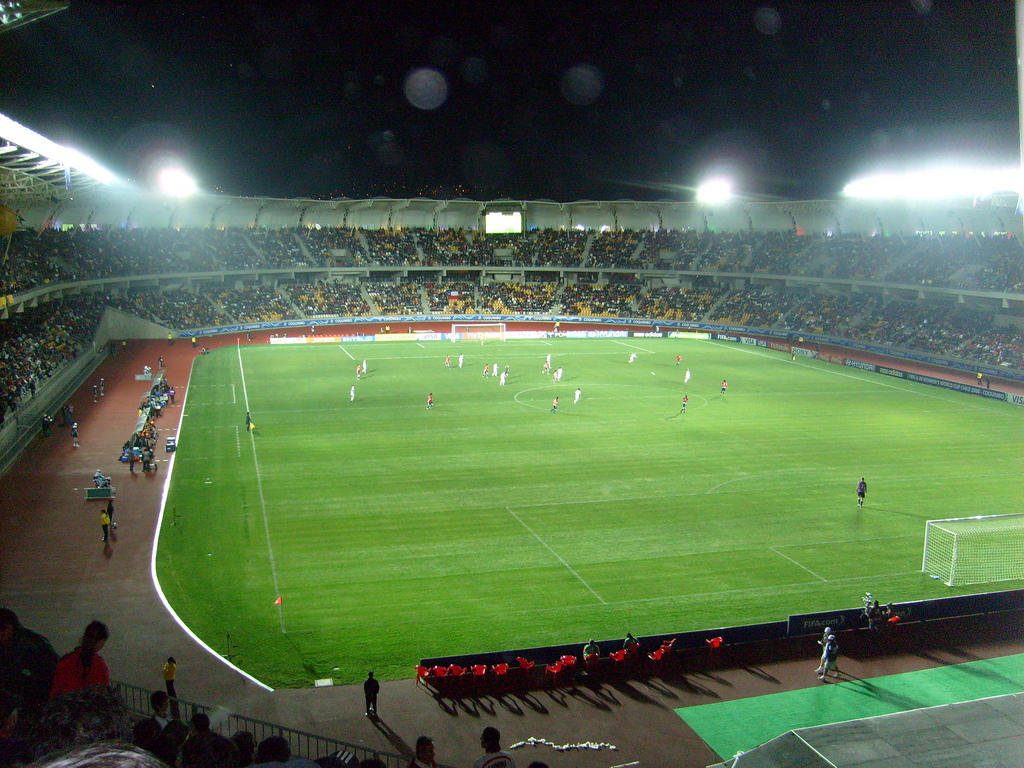
Stadion Francisco Sánchez Rumoroso

Coquimbo Unido is een Chileense voetbalclub en werd in 1957 opgericht. De klassieke rivaal van de club is Deportes La Serena. In 2007 degradeerde de club uit de hoogste klasse, de Primera División.

## Trainer-coaches
- José Sulantay (2003)
- Raúl Toro (2004)
- Jorge Manuel Díaz (2006)
- Francisco Varela (2006)
- Óscar Malbernat (2007)
- Andrija Perčić (2007)
- Nelson Cossio (2008)
- Mario Chirinos (2008)
- Víctor Milanese Comisso (2008-2009)
- Gustavo Huerta (2009)
- Orlando Mondaca (2009-2010)
- José Sulantay (2010)
- Diego Torrente (2011-)